# Knightophylinia
Knightophylinia is een geslacht van wantsen uit de familie van de Miridae (Blindwantsen). Het geslacht werd voor het eerst wetenschappelijk beschreven door Schaffner in 1978.

## Soorten
Het genus is monotypisch en bevat alleen de volgende soort:

- Knightophylinia bellissimus Schaffner, 1978